# Demeșkove (Pokrovske), Kirovohrad
Demeșkove (în ucraineană Демешкове) este un sat în comuna Pokrovske din raionul Kirovohrad, regiunea Kirovohrad, Ucraina.

## Demografie
Componența lingvistică a localității Demeșkove
     Ucraineană (63,16%)
     Rusă (36,84%)
Conform recensământului din 2001, majoritatea populației localității Demeșkove era vorbitoare de ucraineană (63,16%), existând în minoritate și vorbitori de rusă (36,84%).